# 1994年航空
此條目列出1994年發生有關航空運輸的事件。

## 事件

### 1月
- 1月15日：福建省武夷山市武夷山機場啟用。
- 1月17日：連江縣馬祖北竿機場啟用。

### 3月
- 3月1日：金門縣金門尚義機場正式開放民航。

### 5月
- 5月18日：兵庫縣豐岡市但馬飛行場啟用。

### 6月
- 6月1日：砂拉越州詩巫詩巫機場啟用。
- 6月12日：波音777進行首飛。

### 7月
- 7月1日：海南省三亞市三亞鳳凰國際機場啟用。

### 8月
- 8月18日：湖南省張家界市張家界荷花國際機場啟用。

### 9月
- 9月4日：大阪府泉佐野市關西國際機場啟用。

### 10月
- 10月22日：科羅拉多州科羅拉多泉科羅拉多泉機場啟用新客運大樓。

### 11月
- 11月13日：空中巴士A300-600ST進行首飛。

### 12月
- 12月28日：廣西壯族自治區柳州市柳州白蓮機場啟用。